# Машин, Иван Максимович

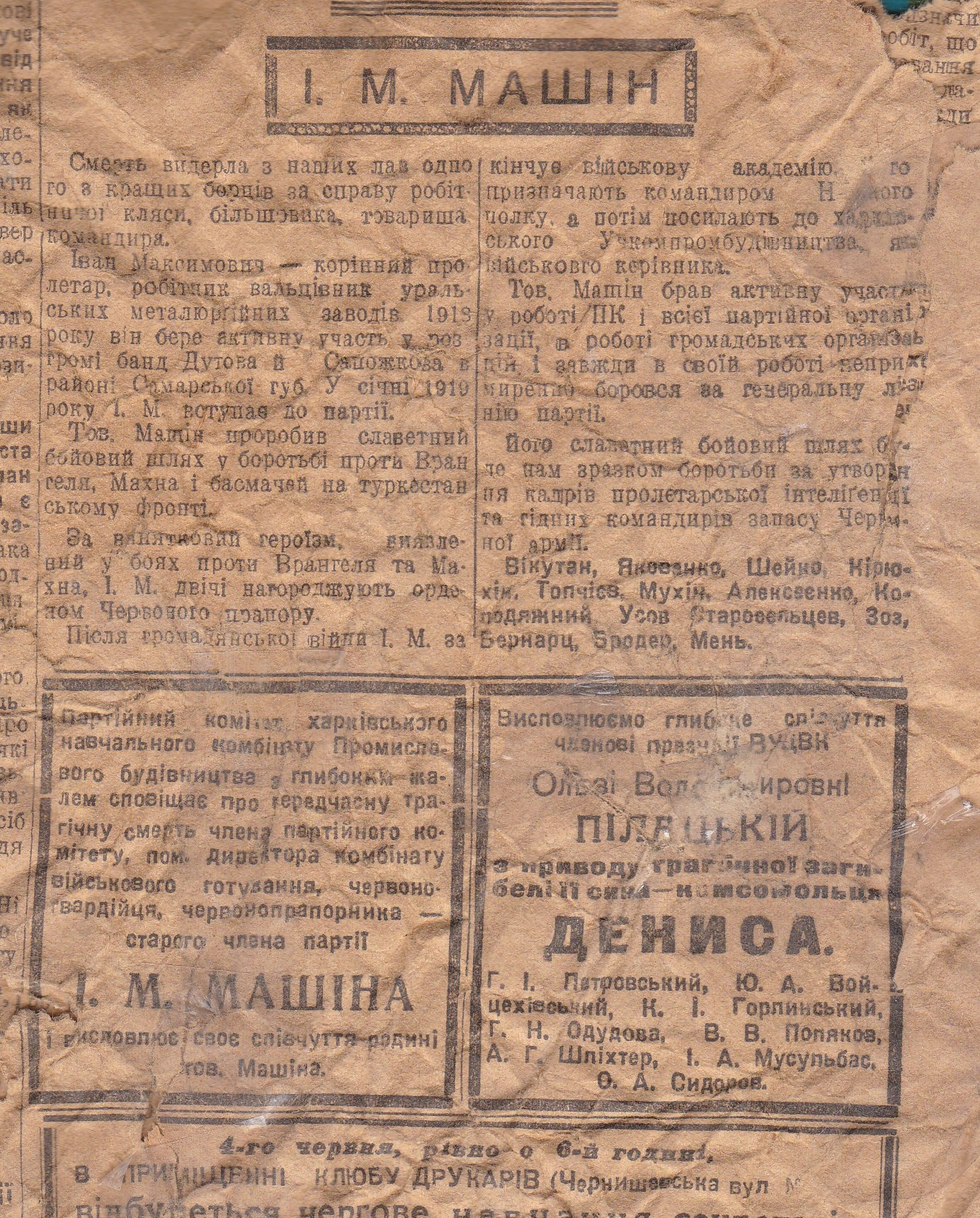

Иван Максимович Машин (1898—1932) — участник Гражданской войны, дважды Краснознамёнец (1922, 1922).

## Биография
Иван Машин родился в 1898 году. В 1917 году вступил в Красную Гвардию. В 1918 году пошёл на службу в Рабоче-крестьянскую Красную Армию. Участвовал в боях Гражданской войны. Первоначально был политруком 6-го Самарского запасного полка. Окончил партшколу при политуправлении Туркестанского фронта, после чего был военным комиссаром 2-го батальона Отдельного Заволжского полка, военным комиссаром 1-го Заволжского, 1-го Читинского полка. Неоднократно отличался в боях.
2 и 5 марта 1921 года Машин отличился во время боёв в районе населённых пунктов Стельмаховка и Швецова-Шахово. Приказом Революционного Военного Совета Республики № 144 от 19 июня 1922 года бывший военный комиссар 1-го Заволжского полка Иван Машин был награждён орденом Красного Знамени РСФСР.
Также отличился 16 декабря 1920 года в бою у села Фёдоровка. Приказом Революционного Военного Совета Республики № 144 от 19 июня 1922 года бывший военный комиссар 2-го батальона Отдельного Заволжского полка Иван Машин был вторично награждён орденом Красного Знамени РСФСР (оба ордена получил одним и тем же Указом).
После окончания войны продолжил службу в Рабоче-крестьянской Красной Армии. Был военным комиссаром Камчатско-Охотского края, затем 74-го Крымского и 75-го Свердловского стрелковых полков. Позднее стал военным комиссаром полка в 1-й Туркестанской стрелковой дивизии. Окончил курсы усовершенствования командного состава, после чего командовал батальоном 16-м стрелковом полку, затем командовал 288-м стрелковым полком. Некоторое время был Тульчинским районным военным комиссаром Винницкой области Украинской ССР, в последние годы жизни был военным руководителем Харьковского государственного строительного института. Скончался в 1932 году.